# Oued Sahel
Oued Sahel är ett vattendrag i Algeriet.   Det ligger i provinsen Béjaïa, i den norra delen av landet, 140 km öster om huvudstaden Alger.